# سینت کیلدا ایست، ویکتوریا
سینت کیلدا ایست (به انگلیسی: St Kilda East) یک منطقهٔ مسکونی در استرالیا است که در ویکتوریا (استرالیا) واقع شده‌است.